# Aricidea roberti
Aricidea roberti är en ringmaskart som beskrevs av Hartley 1984. Aricidea roberti ingår i släktet Aricidea och familjen Paraonidae. Arten är reproducerande i Sverige. Inga underarter finns listade i Catalogue of Life.